# Грчка књижевност
Грчка књижевност обухвата књижевно стваралаштво на грчком језику које започиње Хомер овим еповима око 8. века п. н. е, а завршава се оквирно 529. године нове ере, када је византијски цар Јустинијан затворио Платонову Академију у Атини, последњу филозофску школу у антици. Грчка је књижевност не само пресудно утицала на формирање римске књижевности, него је извршила огроман утицај и на целокупну потоњу европску књижевност, како у тематици тако иу обликовању готово свих књижевних врста. У временском распону од тринаест векова у антици - Осам пре нове ере и пет нове ере - стварали су многи песници и прозни писци, који су језиком и културом Грци, али нису сви родом били Грци: освајања Александра Великог проширила су грчку цивилизацију ван граница Хеладе, те су главни градови Александрових наследника - Александрија, Антиохија и други - постали већа средишта грчке цивилизације од старих грчких полиса. С обзиром на друштвене, политичке и књижевне прилике, може се целокупна античка грчка књижевност поделити на четири периода:
- Архајски период (од првих писаних споменика до краја 6. века п. н. е.);
- Класично период (5. и 4. век п. н. е.);
- Александријско период (од 3. до 1. века п. н. е.);
- Римско период (од 30. п. н. е. До 529. Нове ере).

## Архајско период
Најстарије познато грчко писмо јесте микенски силабички линеар Б, који нам је остао сачуван на глине ним таблицама из тога доба. Те табеле садрже записе, најчешће једноставно у виду различитих спискова, који се односе на трговину : праве књижевности ту нема, а њено одсуство објашњава се на различите начине. Према једној теорији, микенска се књижевност, као што је случај ис каснијим Хомеровим и другим делима кикличне епике, преносила усменим путем, посебно с обзиром на то да линеар Б није био сасвим прилагођен гласовима грчкога језика. Према другој теорији, књижевна дела - будући елемент друштвене елите - била су записана на неком финијем материјалу, који се међутим није сачувао.

### Епско песништво

#### Хомер
На почетку грчке књижевности тако стоје два њена највећа дела, Хомерови епови Илијада и Одисеја, те неколико незнатних метричких записа из 8. века п. н. е. Али те две песничке творевине својом сложеном структуром и стилизацијом далеко одскачу од свакога почетништва: јасно је да оне, заправо, представљају врхунац 1 епске традиције чији почеци и развитак остају у тами оних векова који се називају мрачним добом Грчке (од 12. до 8. века п. н. е.). Хомер (Ομηρος) је први писац грчке књижевности и истовремено највећи епски песник свих времена. Претпоставља се да је живео негде у 8. веку п. н. е., Али поузданих података о њему и његовом животу заправо нема. Античка традиција нам казује да је Хомер био слепи певач, али то је највероватније само пресликавање лика слепога певача Демодока из Одисеје на личност самога песника. Стога се још од антике па све до наших дана створио читав корпус веома различитих теорија о првом хеленском песнику, који обрађује такозвано. Хомерско питање.
Хомерова се дела тако морају схватити као врхунац дугогодишњег развоја усмене народне књижевности у Малој Азији. Данас се претпоставља да су Хомерови претходници можда били певачи - рапсоди (ραψοδοι), који су лутали од града до града и забављали становнике песмама о „славним делима јунака“ (κλεα ανδρων) и међу које традиција обично убраја и самога Хомера, те аеди (αοιδοι), који би се сместили на двору каквог владара и онде на забавама или по потреби певали о јуначким делима јунака митског периода. Према неким размишљањима, ти су рапсоди и аеди преносили јуначке песме кроз многе векове. Да је у Хелена и пре Хомера цветала епска поезија, потврђују и Хомерови епови, у којима налазимо савршену епску технику, уметнички израз, књижевни језик, окретан стих, мноштво украсних придева, такозваних сталних епитета, за које нема оправдања у Хомеровом тексту (нпр. "брзоноги Ахилеј", премда ниједна сцена у еповима не оправдава тај епитет), облике (формуле) које се увек понављају кад год се у приповедању дође до одређеног места у опису битке, пловидбе лађе, и на крају типичне бројеве. Све те појаве несумњиво су плод дуготрајне уметничке праксе. Може се претпоставити да су хеленској херојској епопеји претходиле краће песме у којима се уз пратњу музичког инструмента певало о јуначким делима. Те су песме, како се чини, биле дело Еољани - Ахејаца, који су дошли из Тесалије и других делова грчкога копна и први се учврстили на малоазијском приморју, у Троади и суседним острвима. Песме са ликовима и мотивима из копнене Грчке мешале су се са онима у новој домовини, а биле су подређене једној основној теми - борби са становницима у новом крају. Неговањем тих песама током векова створен је чврст темељ за велику народну епопеју која је највише уметничко остварење добила у Илијади и Одисеји отприлике у 8. веку п. н. е.

##### Илијада
Илијада ( Ιλιας, 24 књиге, 15.693 хексаметра) носи име по Илију (Ιλιον), другом имену града Троје. Садржај јој је узет из циклуса прича о тројанском рату, али песник није обрадио дуго временско раздобље, него је ограничио грађу приказавши догађаје који су се догодили током 51 дана у десетој години рата. Главна тема овога епа свађа између Ахилеја и Агамемнона због отмице робиње Брисеиде, а затим Ахилејев гнев на тројанског јунака Хектора, који је убио Ахилејевог пријатеља Патрокла.

##### Одисеја
Одисеја (Οδυσσεια, 24 књиге, 12.110 хексаметара) носи име према главном јунаку Одисеју и опева Одисејев повратак на Итаку. Након десетогодишњег ратовања под Тројом Одисеј лута десет година по разним морима и доживљава много опасних пустоловина. Изгубивши у бројним опасностима све пријатеље, враћа се на Итаку, где се уз помоћ сина Телемах а освећује просцима који су малтретирали његову верну жену Пенелопу и на гозбама распарчавали његову имовину. Тако окосницу овога спева чине Одисејев повратак и освета просцима, али су ти мотиви обогаћени синтетичким и драматским приказом претходних јунакових десетогодисњих лутања, а приповеда их сам јунак на двору феачкога краља Алкиној а (9—12. певања). Осим тога, у спев је уметнут и мотив о сину који креће у потрагу за оцем (1—4. Певање). Према томе, композиција Одисеје је перплетена, за разлику од композиције Илијаде, која је једноставна, а то је приметио још Аристотел, који у  Поетици 1459б каже: „Свака му је наиме од песама састављена: Илијада једноставна и пуна трпње, а Одисеја преплетена и мирна“. Хомер је генијални песник коме је успело да народну епску поезију уздигне на уметничку висину, коју отада више нико није достигао. Хомерова поезија је пуна живог приповедања, јасног изражавања, пажљивог цртања људских карактера, свеже животне динамике и хуманизма. Ниједно дело светске књижевности није извршило тако снажан и дуготрајан утицај као Хомерови епови.

#### Кикиличке епопеје
Епска је поезија наставила да цвета у Јонији и целом хеленском свету и након Хомера, тако да је настао велики број песама које су се такође, бар неко време, приписивале Хомеру. Те се песме називају кикличним еповима јер чине неколико епских циклуса: у њима је, наиме, хронолошки приказан непрекинут круг (κυκλος) митских догађаја у садржајној целини. Кикличке песме су се такође налазиле на рецитаторске репертоару рапсода и пружиле су богату митолошку грађу лирским, хорским и драмским песницима. Међутим, Илијада и Одисеја потиснуле су кикличне песме у други план, па су нам се ове углавном изгубиле и до данас су нам се сачувале само у оскудним фрагментима, премда нам је њихов садржај познат.тебански циклусу припадале су песме Едиподија (Οιδιποδεια, 6.600 стихова) о Едиповом убиству властита оца, победи над Сфингом, инцест уозном браку с мајком и смрти Едиповој, затим Тебаида (Θεβαις, 7.000 стихова) о рату седморице јунака против Тебе и извршењу Едиповог проклетства међусобним убиством Полиника и Етеокла, епигони  (Επιγονοι, 7.000 стихова) о рату синова седморице јунака против Тебе и, напослетку, Алкмеонида о томе како је Алкмеон убио своју мајку и потом се чистио од греха.
Тројанском циклусу припадала је Кипарска песма (Κυπρια, 11 књига) која је опевао догађаје који су се догодили пре радње Илијаде, затим Етиопида (Αιθιοπις, 5 књига) која је описивала догађаје након Илијаде, укључујући како Ахилеј убија амазонку Пентесилеју, етиопског вођу Мемнона али и како сам гине од Парисове стреле, затим Мала Илијада (Ιλιας μικρα, 4 књиге) која је описивала надметање за Ахилејево оружје између Ајантаи Одисеја, Ајантово самоубиство, погибију Париса од Филоктетове стреле, долазак Ахилејева сина Неоптолема који убија Телефова сина Еурипила, градњу дрвеног коња и пад Троје. Песма Разорење Илија (Ιλιου περσις, 2 књиге) обухватала је призор о дрвеном коњу, Лаокоонтову смрт, Енејини бег, заузеће Троје, смрт Пријема и Астијанактаа, оскврњење Касандре, поделу плена, пожар града и жртвовање Поликсена на Ахилејевом гробу. Повратак (Νοστοι, 2 књиге) опевао је повратак хеленских јунака из Троје, док се Телегонија наслањала на садржај Одисеје и започињала опис сахране Пенелопиних просаца, а названа је по Телегону, сину Одисеја и Кирке, који у потрази за оцем долази на Итаку и у незнању убија Одисеја, узима Пенелопу за жену, а Телемах Кирку.

#### Хесиод
Велике друштвене и економске промене које су захватиле готово целу Хеладу у другој половини 8. века п. н. е. јасно се огледају у делу другог знаменитог песника архајске епике. Хесиод (Ησιοδος, можда крај 8. в. Пне.), Из села АСКР у Беотији, први је грчки песник који о себи даје биографске податке те се може сматрати првом индивидуализованом појавом у грчкој књижевности.Његова Теогонија (Θεογονια = Постанак богова, 1022 хексаметра) представља прву грчку митолошку синтезу у којој је приказана историја постања света и генеалогија богова. Идеја јој је да прикаже Зевса као симбол праведности, који победом над Титанима и другим неманима из прошлости постаје свемогући чувар правде. Истицање моралних проблема и тежња за системским схватањем света најављују почетак рушења традиционалног погледа на свет. Морална питања и владавина правде у свету идејна су основа и Хесиодовог другог дела које носи назив Послови и дани (Εργα και ημεραι, 828 хексаметара). То је поема рада, у којој песник своме брату расипник упућује опомене и савете о томе како ће стећи имовину на частан начин. Међутим, песниково обраћање брату само је оквир за поуке које упућује својим савременицима о томе да се човек моралном енергијом и радом мора ослободити беде, а то се илуструје митом о Прометеју и Пандори те митом о Пет родова који говоре да је људски живот некада био сладак, а сада је горак. Рад и правда темељ су Хесиод етике, а у свакој држави која жели бити утемељена на поретку и напретку морају владати рад, правда и морал, а не лаж, превара и насиље владара. Премда је Хесиодов поглед на живот песимистичан - великим делом управо због прилика које су тада владале - ипак се он у својој дубоко васпитној поезији показује као носилац нових, готово револуционарних друштвених стремљења у односу на претходни ратнички идеал херојске епохе.

### Лирско песништво
Постанак и уједно највиши домет хеленске лирике пада у 7. и 6. век п. н. е., када је епска поезија била већ на заласку. Она је заправо мелодички и ритмички усавршено народно песништво. Развој уметничке грчке лирике условила су два кључна узрока. Први чине нове друштвене прилике током којих долази до дубоких промена у политичким, социјалним и економским односима, до покретања замашне грчке колонизације околини Медитерана те до изградње и учвршћивања полиса као основног душтвеног и државног оквира у Хелади. Други узрок налазимо у епохалној промени у музици - откриће хармоније и усавршавање музичких инструмената. Када су Грци продрли у тајне музике, она је код њих у ширем смислу обележавала развитак великог дела душевног живота, па је израз ανηρ μουσικος (= музички човек) насупрот израза ανηρ αμουσος (= немузички човек) означавао образованог човека. Музика је имала важан положај у грчкој култури, и сва се грчка лирика развијала уз њу: у најстарије време нема песме без музике нити музике без песме. Целокупна је хеленска музика нажалост пропала, али знамо да су међу најчешћим музичким инструментима били лира, китара, форминг и фрула.
Назив лирика створен је у време александријских филолога и означава првобитно само оне старогрчке песме које су се певале уз пратњу жичаних инструмената, и то пре свега лире са седам жица - сами Грци архајског доба уместо овога имена користили су стари назив мелика (од μελος = песма). Та се мелика делила на монодијске лирику и хорску лирику: осим што су се разликовале по метрима који су се у њима обично употребљавали, ове две врсте лирике карактерисало је то што је прва била намењена соло певању, а друга хорском извођењу. Александријски су филолози, дакле, у свом канону старогрчке лирске поезије обухватили само мелику, тј. Монодијске лиричаре Алкеја, Сапфо и Анакреонта и хорске лиричаре Алкмана, Стесихора, Ибика, Симонида, Бакхилидаи Пиндара. Међутим, ми данас у хеленску лирику убрајамо и рецитативне облике поезије: елегију и јамб.

#### Елегија
Спољашња ознака елегије којом се разликовала од других песничких врста јесте посебна метричка грађа, тзв. Елегијски дистих. Елегија, како се чини, настаје у Малој Азији као тузбалица и нарицаљка, да би се у копненој Грчкој често преобразила у својеврсни бојни поклич. Грчка се елегија најпре и развила у оном крају и племену где је епска поезија достигла врхунац, тј. Код малоазијских Јоњана. Из епа је узела облик, а из свакодневног живота садржај. Ратни ужас и навала северног народа Кимерана у Малу Азију подстакли су песничко стваралаштво Калина (Καλλινος), који се убраја међу најстарије елегичаре и који је живео негде у првој половини 7. века п. н. е. Од њега нам се сачувао, осим неколико фрагмената, почетак једне елегије у којој је позивао своје суграђане на оружје против непријатеља: то је прави, гласан и жесток ратни поклич, а садржи уједно сјајну похвалу добром борцу који се не плаши смрти, те јуначки пада у борби. Ратничку елегију писао је и Тиртеј (Τυρταιος), који се према легенди преселио из Атине у Спарту и тамо током другог месенског рата (645. - 628. п. н. е.) својим песмама тако распалио војнике да су Спартанци њему приписивали заслуге за победу над Месењанима. Тиртеј је, осим елегија које је писао у дорском дијалекту, писао и опомене или савете (υποθηκαι), и то у јонском дијалекту с нешто доризама.Његова је поезија ратна и грађанска: главни су му мотиви одлучна борба против непријатеља, смрт за домовину и поређење јунака с кукавицом и њихове различите судбине.
Сасвим је другачији елегичар Мимнермо ( Μιμνερμος, друга половина 7. века п. н. е.), Највероватније из Колофона, чија је поезија усредсређена на лична осећања која су била условљена и приликама у којима је песник живео.Његова је поезија меланхолична и љубавна.Љубав, уживање и радост за песника су жељена добра којима се он весели, док се меланхолија увлачи када он помисли да је лепој младости суђено да прецвате и прође, а уместо ње ће доћи старост, болест и смрт. Збирка Мимнермових интимних песама названа је по свирачицу Нани (Ναννω) коју је песник снажно љубио. Мимнермови стихови, написани углавном епским дијалектом, пуни су чежње и одзвањају музиком.

#### Јамбографија
Јампски поезију пратила је музика, али се није певало: то је била тзв. παρακαταλογη, тј. ритмичке рецитација с музичком пратњом, а музички инструменти били су јамбика и клепсијамб. Сви јамбографи били су пореклом Јоњани, па је и њихов дијалект јонски, али врло близак атичком дијалекту. Јамб допушта читав низ различитих тонова, од смеха до поруге и презира, с лиризмом у којем личност долази до таквог изражаја какав елегија није познавала. Најстарији је и истовремено најснажнији песник јамба био Архилох (Αρχιλοχος) с острва Пароса, који је живео у 7. веку п. н. е., Бурним и немирним животом, пуним невоља и пустоловина, како се види и из сачуваних фрагмената. Изгубивши сву имовину, преселио се на Тасос и тамо ступио као плаћеника у војску Тасошана који су ратовали с Трачанима, али безуспешно, па се песник вратио на Парос. Зна се да је поново био војник и да је погинуо у борби против Наксошана. Човек жестоке ћуди, нагле и искрене, увек спреман да напада Јамбо, често и оштрим, противнике и све оне који су му се замерили - такав утисак стичемо о Архилоху из сачуваних фрагмената. Песник зна бити и дубоко осећајан и племенит, али страсна и неузвраћена љубав према Необули, кћерки Парошког аристократа Ликамба, која је произвела истински нежне и осећајне љубавне песме, претворила се у бесну мржњу кад је Ликамб одбио песнику дати своју кћерку за супругу. Отада их је Архилох обоје нападао тако оштрим и заједљивим песмама, да им - према легенди - није преостало друго до да се обесе. Архилохова поезија била је разноврсна и кретала се од дражесних и племенитих слика до најжешће ироније и простоте. Архилохов утицај на потоње грчке лиричаре био је огроман, а међу римским песницима посебно се на њега угледао Хорације.

#### Монодија
Упоредо с елегијом и Јамбо прилагођавале су се и друге врсте народне поезије темама које је истицало доба раслојавања хеленског друштва. Тако се и грчка мелика развијала у вези са животом народа и фолклорним песмама, а корак даље у обради субјективних осећања и црта личне биографије начинили су еолски песници, чије је књижевно и музичко средиште било острво Лезбос. С овог острва је и Алкеј (Αλκαιος, рођен око 630. п. н. е.), Чији су родни град Митилену раздирале унутрашње борбе, те се аристократска олигархија једва одупирала демократској странци.У тим је борбама учествовао и аристократа Алкеј, који се борио против демократских тирана и учествовао у завери која је довела до убиства тиранина Меланхра 612. п. н. е., али је нови тиранин Мирсил прогнао Алкеја. Кад је и Мирсил пао и на власт дошао мудри Питак, песник је наставио с борбом и заверама. Питак се, међутим, након десет година добровољно одрекао власти, те се Алкеј вратио у домовину где је мирно живео до краја живота.Његове су песме филолози поделили на политичке и ратничке песме (στασιωτικα), љубавне (ερωτικα), винске (συμποτικα или σκολια) и химне боговима, али ниједна његова песма није до нас дошла потпуна. Ипак, из око 150 сачуваних фрагмената, видимо да је Алкејев стил био узвишен и кратак, дражестан и снажан, посебно у политичким песмама које су у себи имале говорничку жестину ( плерумкуе оратори симилис , каже римски писац Квинтилијан), али искрену и без оптерећујуће реторике.У политичким песмама жесток, ватрен, необуздан и бескомпромисан, Алкеј у другим песмама пева ио весељу на гозбама ио љубави: божанска Диониса течност нашла је у њему сјајног и ватреног присталицу. Многе његове песме испеване су у алкејској строфи, названој по њему.
Најславнија грчка песникиња Сапфа (Σαπφω, друга половина 7. века п. н. е.)Била је с острва Лезбоса.Њена је породица припадала аристократији, па се Сапфа, када је око 596. п. н. е. владајућа демократија протерала племство, склонила на Сицилију, одакле се вратила када је Митилени завладао Питак.О Сапфи су колале многе легенде: да је ружна, да се бацила с Леукадске стене јер јој младић фаон није узвраћао љубав, те да је напротив била лезбијка - по њој је, најзад, и названа истополна љубав између жена. Невезано за легенде, из њене је поезије видљиво како је Сапфа знала снажно љубити. Окупљала је око себе младе девојке које је поучавала музици и поезији, па је зато свој дом назвала „кућом Муза". Алкеј ју је звао „чистом" (αγνα), Платон ју је назвао "десетом Музом“,а Страбон "нечим чудноватим“ (θαυμαστον τι χρημα).Њене су песме антички филолози сврстали према метру у девет књига, уз засебну књигу епиталамиј а (свадбених песама). Најбоље су јој и уметнички свакако највредније биле љубавне песме, писане у сафичкој строфи, названој по њој. Сапфина поезија одише дубоким љубавним жаром, прожета је лепим мислима, пуна љупких слика и испевана лепим језиком и савршеним стилом. Љубав, цвеће, ноћ пуна месечине, природа, звук, боја - то су мотиви и слике који се складно разливају у њеним стиховима.
Песмама са друштвено-политичком тематиком враћа се Атињанин Солон (Σολων, око 638. - 558. п. н. е.), Велики законодавац и реформатор атинског устава. Он је у елегијама и Јамбо изложио своје етичке идеје и рефлексије, објашњења и оправдање властитога политичког рада. Пре но што се 594. п. н. е. као архонт епоним прихватио реформаторског посла, својом елегијом Саламина подстакао је Атињане да заузму острво Саламину које су тада држали Мегарани и сузбијали слободу атинске трговине. Укупан Солонов песнички рад обухватао је око 5.000 стихова, данас сачуваних само фрагментарно, који су писани углавном у јонском и епском дијалекту с доста атичких елемената. Поред Саламине, у његов песнички опус улазе Опомене Атињанима, елегије у којима Солон оправдава и објашњава свој реформаторски рад, те Опомене самоме себи, у којима излаже своја етичка схватања.